# بلندی‌های بادگیر (فیلم ۱۹۷۰)
بلندی‌های بادگیر (انگلیسی: Wuthering Heights) فیلمی در ژانر فانتزی، درام، و رمانتیک است که در سال ۱۹۷۰ منتشر شد. از بازیگران آن می‌توان به تیموتی دالتون، پاملا براون، جولیان گلاور، و هیو گریفیث اشاره کرد.